# Außergebirg
Das Außergebirg, auch das Land vor dem Gebirg oder das Flache Land, war eine Bezeichnung für den nördlichen Teil der Besitzungen des Erzstiftes Salzburg im Mittelalter und der frühen Neuzeit. In Hinblick auf die heutigen Grenzen des Bundeslandes Salzburg bezeichnet es den nördlichen, flacheren Teil des Landes (Flachgau, Tennengau), dem im Süden das Innergebirg gegenübersteht.

## Geschichte
Bei dem Außergebirg handelte es sich um das Gebiet nördlich der Stadt Salzburg und im Südosten Oberbayerns um den Waginger See. Es entspricht dem alten bajuwarischen Salzburggau, allerdings ohne das Reichenhaller Tal, welches bei der Landeswerdung Salzburgs im 14. Jahrhundert bei Bayern verblieb. Das Flache Land wurde 1816 (Wiener Kongress 1815, Rückgabe u. a. des salzburgischen Teils des Salzachkreises) zwischen Österreich und Bayern aufgeteilt (k.k. Salzburgkreis bei Oberösterreich ob der Enns, Salzachkreis bei Bayern). Der nördliche österreichische Anteil trägt heute den Namen Flachgau und der südliche die Bezeichnung Tennengau, der bayerische Teil wird Rupertiwinkel genannt.
Die im Gebirge liegenden Landesteile Salzburgs – Pinzgau, Pongau und Lungau, historisch auch die Erzbischöflichen Besitzungen, die heute zu Tirol gehören – wurden (und werden bis heute) als Innergebirg bezeichnet. Das nach 1803 kurz zu Salzburg gehörige Berchtesgadener Land war bereits ab 1294 „weltlich eigenständig“ und als Fürstpropstei Berchtesgaden von 1559 bis 1803 ein reichsunmittelbares Fürstentum, das ab 1810 in das Königreich Bayern eingegliedert wurde.
Der naturräumliche Zusammenhang der heute österreichischen und bayerischen Gebiete wird in der EuRegio Salzburg – Berchtesgadener Land – Traunstein als grenzüberschreitendes Projekt der kommunalen Zusammenarbeit wieder betont.